# Adelheid Krah
Adelheid Krah (* in Kaufbeuren) ist eine deutsche und österreichische Historikerin. Sie arbeitet an der Universität Wien  als Senior Lecturer. 2002 wurde sie zur Universitätsdozentin/Associate Professor ernannt.

## Werdegang
Krah studierte Philosophie, Politikwissenschaften, Germanistik und Geschichte einschließlich Historische Hilfswissenschaften und dem Schwerpunkt Bayerische Landesgeschichte an der Universität München (LMU) und wurde 1983 mit einer von Eduard Hlawitschka betreuten Arbeit über die Absetzungsverfahren von Unterkönigen, Herzögen, Markgrafen und Bischöfen im Karolingerreich und seinen Nachfolgestaaten promoviert. Sie arbeitete in der Folge zwischen 1984 und 1989 als Wissenschaftliche Assistentin und Akademische Rätin auf Zeit am Leopold-Wenger-Institut für Rechtsgeschichte und danach zwischen 1989 und 1993 ebenfalls als Wissenschaftliche Assistentin und Akademische Rätin auf Zeit am Institut für Mittelalterliche Geschichte, Bildungs- und Universitätsgeschichte sowie Geschichtliche Hilfswissenschaften. Sie war von 1993 bis 1998 als erste Frau an der LMU Exzellenzstipendiatin zur Frauenförderung sowie zwischen 1987 und 2000 Lehrbeauftragte für Mittelalterliche Geschichte und Fachdidaktik. Ihre Habilitationsschrift zur Teilung des Frankenreiches, welche die politische Grundlage für die Entstehung des Westfrankenreiches, Frankreichs und Europas im Mittelalter bildete, erschien im Jahr 2000. Im Sommer dieses Jahres absolvierte sie ein Fellowship am International Centre der UNESCO for Writers and Translaters in Visby, Schweden. Nach ihrer Habilitation arbeitete sie bis 2010 als Universitätsdozentin am Institut für Geschichte und Institut für österreichische Geschichtsforschung sowie als Wissenschaftliche Mitarbeiterin am Bayerischen Hauptstaatsarchiv in einem DFG-Projekt. Sie ist seit 2010 Senior Lecturer für Mittelalterliche Geschichte und E-Learning sowie Member of the Executive Board of the International Centre for Archival Research des ICARUS. Seit dem Sommer 2012 nahm sie mehrere Forschungseinladungen an das DHI Paris und an internationalen Archiven wahr.
Die Forschungsschwerpunkte von Adelheid Krah liegen in den Bereichen der Deutschen Verfassungsgeschichte des Mittelalters, der Französischen Verfassungs- und Regionalgeschichte, der Militär- und Adelsgeschichte, der Europäischen Sozial- und Kulturgeschichte des Frühmittelalters, der Wirtschafts- und Verwaltungsgeschichte der Spätantike und des Mittelalters und der Kirchengeschichte sowie der Erforschung der Geschichte von Grenzräumen; sie arbeitete zu Problemen der Migration und der frühen Verwaltungsgeschichte insbesondere auf den geistlichen Domänen des Bistums Freising. Zu ihren Projekten zur digitalen Erschließung der „Freisinger Amtsbücher“ und der geistlichen Urkundenbestände des deutschsprachigen süddeutschen und österreichischen Raumes hat sie  wissenschaftliche Publikationen vorgelegt hat.
Nach ihr ist die Rechtssache Krah vor dem Europäischen Gerichtshof (10. Oktober 2019, C-703/17) benannt.

## Schriften (Auswahl)
Monographien
- Absetzungsverfahren als Spiegelbild von Königsmacht. Untersuchungen zum Kräfteverhältnis zwischen Königtum und Adel im Karolingerreich und seinen Nachfolgestaaten (= Untersuchungen zur deutschen Staats- und Rechtsgeschichte. N.F. 26). Scientia-Verlag, Aalen 1987, ISBN 3-511-02846-9. (Zugleich: München, Universität, Dissertation, 1983)
- Lex episcoporum et ceteris clericorum. Frühe kirchenrechtliche Texte aus Oberitalien in einer Handschrift der Leipziger Universitätsbibliothek (= Abhandlungen der Sächsischen Akademie der Wissenschaften zu Leipzig, Philologisch-Historische Klasse. Bd. 73,5). Akademie-Verlag, Berlin 1993, ISBN 3-05-002458-5.
- Die Entstehung der „potestas regia“ im Westfrankenreich während der ersten Regierungsjahre Kaiser Karls II. (840–877). Akademie-Verlag, Berlin 2000, ISBN 3-05-003565-X., zugleich Habilitationsschrift an der Universität Wien.
- Unter dem Schutz der hl. Maria. Bodenkultur, Zins und Frauenarbeit im Amtsbuch der Zensualinnen und Zensualen des Bistums Freising (10.-14. Jahrhundert), Neustadt an der Aisch 2023, ISBN 978-3-96049-124-8

Herausgeberschaften
- Die virtuelle Urkundenlandschaft der Diözese Passau. Vorträge der Tagung vom 16./17. September 2010 in Passau (= Veröffentlichungen des Instituts für Kulturraumforschung Ostbaierns und der Nachbarregionen der Universität Passau. Bd. 62). Klinger, Passau 2011, ISBN 978-3-86328-108-3.
- Quellen, Nachbarschaft, Gemeinschaft. Auf dem Weg zu einer gemeinsamen Kulturgeschichte Zentraleuropas, Böhlau Verlag Wien 2019, ISBN 978-3-205-23295-7